# Rekultywacja gleb
Rekultywacja gleb – działalność mająca na celu przywrócenie wartości użytkowej glebom zniszczonym przez przemysł, zwłaszcza górniczo-hutniczy. Polega ona na właściwym ukształtowaniu rzeźby terenu, poprawieniu właściwości fizycznych i chemicznych gleby, uregulowaniu stosunków wodnych, wzmacnianiu skarp, zbudowaniu dróg i niezbędnych obiektów gospodarczych lub turystycznych, zasianiu traw i innych niskopiennych roślin oraz zadrzewieniu połączonym z wysianiem odpowiednich grzybów itp.
Obowiązek rekultywacji spoczywa na użytkowniku, który zniszczył glebę wykorzystując ją do celów pozarolniczych. Rekultywacja powinna być wykonana w ciągu 4 lat od ustania pozarolniczej eksploatacji gruntów.
Mimo to, coraz większy problem stanowią wyrobiska po kopalniach odkrywkowych, hałdy, stawy osadnikowe oraz grunty zanieczyszczone przez przemysł i budownictwo. W roku 1980 zdegradowanych było w Polsce 100 tys. ha gruntów, a zrekultywowanych tylko 28,5 tys. ha, czyli 28,5%.

## Metody rekultywacji gleb
- Techniczna: 
  - kształtowanie rzeźby terenu,
  - osuszanie terenów podmokłych i nawadnianie obszarów przesuszonych,
  - pokrycie terenów skażonych warstwą świeżej gleby,
  - umacnianie skarp
- Biologiczna:
  - kształtowanie gleby i szaty roślinnej przez racjonalne nawożenie i stosowanie odpowiednich upraw zwłaszcza roślin przyczyniających się do powstawania próchnicy.

## Podstawa prawna
- Przepisy ustawy z dnia 3 lutego 1995 r. o ochronie gruntów rolnych i leśnych (Dz.U. z 2024 r. poz. 82) definiują rekultywację jako nadanie lub przywrócenie gruntom zdegradowanym albo zdewastowanym wartości użytkowych lub przyrodniczych przez właściwe ukształtowanie rzeźby terenu, poprawienie własności fizycznych i chemicznych, uregulowanie stosunków wodnych, odtworzenie gleb, umocnienie skarp oraz odbudowanie lub zbudowanie niezbędnych dróg.
- Ustawa z 13 kwietnia 2007 r. o zapobieganiu szkodom w środowisku i ich naprawie (Dz.U. z 2020 r. poz. 2187).